# Linda (Mbinga)
Linda ist ein Verwaltungsbezirk (Ward) des Distrikts Mbinga in der tansanischen Region Ruvuma.

## Geografie
Linda liegt im Südwesten von Tansania etwa 15 Kilometer Luftlinie nördlich der Distrikthauptstadt Mbinga. Der Bezirk grenzt im Norden an Matiri und Kitumbalomo, im Nordwesten an Kihangi Mahuka, im Südosten an Mateka des Distrikts Mbinga (TC), im Südwesten an Mkumbi und im Westen an Ukata. Bei der Volkszählung 2022 lebten 13.371 Menschen in 3129 Haushalten auf einer Fläche von 107 Quadratkilometern.

## Gliederung
Der Bezirk besteht aus sieben Gemeinden (Mtaa) mit 43 Orten (Kitongoji):
| Linda - Litemanga - Tonya - Lija - Mhongohongo - Matimila - Luwesa | Mkalanga - Arusha - Njalamatata - Hagati - Ubangai - Kindua C - Kitula - Ureno - Kindua A - Kindua B | Silo - Lusenti - Bomani - Litembo - Salagura - Makembo | Ndembo - Shuleni - Mbuti - Kipoka - Ilela - Luhiwila - Mtopesi - Ulanga | Liyombo - Butiama - Mkinga - Liyombo Juu - Kitai - Makatani | Ulolela - Lukiti Kati - Lupeo - Keptain - Luhangabwiki - Ntakanini - Lami | Lukiti - Lulwahi - Lukiti Juu - Lukiti Chini - Lukiti Shuleni - Matalao |

## Infrastruktur
- Bildung: Im Bezirk liegen zwei weiterführende Schulen.[8] Die Linda Secondary School ist eine staatliche,[9] die Mtazamo Secondary School eine private Tagesschule.[10] Beide bieten eine Ausbildung bis zur 4. Stufe an.
- Gesundheit: In den Gemeinden Linda, Ndembo und Lukiti gibt es je eine staatliche Apotheke.[11][12][13]